# Cheumatopsyche geora
Cheumatopsyche geora là một loài Trichoptera trong họ Hydropsychidae. Chúng phân bố ở miền Tân bắc.